# أسل معنقد
الأسَل المعنقد (باللاتينية: Juncus subnodulosus) نوع نباتي ينتمي إلى جنس الأسل من الفصيلة الأسلية.

## البيئة والانتشار
موطنه معظم مناطق حوض البحر الأبيض المتوسط من المشرق العربي إلى المغرب العربي ومعظم مناطق أوروبا كما انتشر في أستراليا وشرق الولايات المتحدة.

## الوصف النباتي
نبات عشبي معمر يشبه النجيليات. ينتشر بالجذامير وله سوق كثيرة من القاعدة.